# Сушков, Тихон Степанович
Ти́хон Степа́нович Сушко́в (7 декабря 1918, Дмитряшевка, Московская область — 14 мая 1999) — советский государственный и партийный деятель. Председатель Владимирского облисполкома (1960—1985).

## Биография
В 1933—1935 гг. учётчик тракторной бригады и счетовод МТС. С 1935 по 1938 учился в Задонском педучилище Воронежской области. Работал завучем Сцепинской неполной средней школы Задонского района. В декабре 1939 г. призван на армейскую службу.
Участник Великой Отечественной войны с её первых дней. Воевал на Ленинградском, 3-м Прибалтийском и 4-м Украинском фронтах (лейтенант. старший лейтенант). Награждён орденами Красной Звезды и Отечественной войны II степени.
Демобилизовался в 1946 г., в 1947 г. окончил Владимирскую областную партийную школу. Работал в облисполкоме, затем председателем Небыловского райисполкома. В 1950—1953 первый секретарь Небыловского райкома партии. С 1953 по 1955 первый секретарь Суздальского РК.
После окончания Высшей партийной школы при ЦК КПСС в 1958 году был избран секретарем Юрьев-Польского райкома КПСС. В 1960 году назначен председателем Владимирского облисполкома и в этой должности проработал 25 лет — до июня 1985 года. В период его работы произошли массовые беспорядки в Муроме (1961).
Внёс большой вклад в экономическое и социальное развитие Владимирской области, которая в 1967 году была награждена орденом Ленина.
Шесть раз избирался депутатом Верховного Совета РСФСР, 20 лет был председателем комитета Верховного совета по охране природы.
Похоронен на кладбище «Байгуши» во Владимире.

## Награды и звания
- Орден Ленина
- Орден Октябрьской Революции
- Орден Отечественной войны I и II ст. (1985, 1944)
- Три ордена Трудового Красного Знамени
- Орден Красной Звезды (1945)
- медали

- Почётный гражданин города Владимира (11 марта 1996 года)
- Почётный гражданин Владимирской области (21 января 1997 года)

### Фото
- Этот день в истории Владимира
- Символ великой эпохи